# Besigheim
Besigheim település Németországban, azon belül Baden-Württembergben. Lakosainak száma 12 923 fő (2023. december 31.).

## Népesség
A település népessége az elmúlt években az alábbi módon változott:
| Lakosok száma | 7476 | 8187 | 8145 | 8337 | 9296 | 10 440 | 11 163 | 11 806 | 11 923 | 12 923 |
|               | 1961 | 1968 | 1974 | 1981 | 1987 | 1994   | 2000   | 2007   | 2013   | 2023   |